# Elecciones al Parlamento de Andalucía de 2022
Las elecciones al Parlamento de Andalucía de 2022 se celebraron el 19 de junio de 2022 para elegir a los 109 diputados de la xii legislatura del parlamento autonómico.

## Historia

### Antecedentes
Las elecciones al Parlamento de Andalucía de 2018 dieron como resultado la victoria del PSOE-A, obteniendo 33 escaños (frente a los 47 que obtuvo en las elecciones al Parlamento de Andalucía de 2015). El gran descenso de votos en las candidaturas de izquierda hicieron que el PP-A, que obtuvo 26 diputados (frente a los 33 de las pasadas elecciones), lograra la presidencia de la Junta de Andalucía tras alcanzar un acuerdo de gobierno con Ciudadanos (con 21 escaños) y el apoyo de VOX (12 escaños) en la investidura de Juanma Moreno, celebrada el 16 de enero de 2019. Los 59 votos de las tres fuerzas políticas de centroderecha y derecha, frente a los 50 de las fuerzas de izquierda, permitieron que Susana Díaz abandonara el Palacio de San Telmo, haciendo que los socialistas perdieran la Junta de Andalucía, a pesar de llevar gobernando en esta comunidad autónoma desde la restauración de la democracia.

### Disolución de la XI Legislatura
Tras varias semanas de especulaciones acerca del adelanto electoral, el presidente de Andalucía, Juanma Moreno (PP-A), disolvió el parlamento regional de Andalucía el lunes 25 de abril por la "inestabilidad" que suponía la ruptura del pacto de gobierno por parte de Vox, quién rechazó los presupuestos de 2022, así como por la imposibilidad de llegar a acuerdos con el PSOE-A, con Unidas Podemos por Andalucía o con el Grupo Mixto (formado por los diputados de Adelante Andalucía y los exdiputados de VOX) para aprobar los presupuestos generales de la región y otros proyectos importantes, dejando al gobierno del PP-A y Ciudadanos en minoría, con 47 escaños de los 109 que tiene la cámara andaluza.
Así pues, el decreto de disolución del Parlamento de Andalucía y la convocatoria de elecciones fue firmado por el presidente de la Junta de Andalucía Juanma Moreno el 25 de abril de 2022 tras una reunión extraordinaria del Consejo de Gobierno, estableciéndose como fecha electoral el domingo 19 de junio, lo que supone un adelanto electoral «técnico» (el cuarto adelanto electoral de la historia de Andalucía) de apenas cinco meses sobre el calendario por defecto marcado por la XI legislatura constituida el 27 de diciembre de 2018. La convocatoria fue publicada en un suplemento del Boletín Oficial de la Junta de Andalucía el 26 de abril de 2022. Pocos meses antes, VOX había dado por terminado el acuerdo de gobierno con el PP-A y anunciado su rechazo a apoyar los presupuestos de 2022.

## Sistema electoral
De acuerdo a lo dispuesto en la Ley 1/1986, de 2 de enero, donde se regula el sistema electoral de la Comunidad autónoma de Andalucía tras la convocatoria oficial de elecciones, su publicación en el Boletín Oficial de la Junta de Andalucía, en los respectivos boletines provinciales y su difusión en los medios de comunicación, correspondía a los partidos políticos que deseen participar en las elecciones la presentación de las candidaturas y a la Junta electoral, que fue constituida en los 90 primeros días de la legislatura, la aprobación de estas candidaturas, la regulación de la campaña electoral y la formación de las mesas electorales. La ley estipula un mínimo de un 3% de votos válidos como umbral electoral para que las candidaturas puedan entrar al reparto de escaños en cada circunscripción.

Número de diputados correspondientes por circunscripción en las elecciones al Parlamento de Andalucía.

En el decreto de convocatoria se publicaron los escaños a elegir por circunscripción que, de acuerdo con lo dispuesto en el artículo 17.4 de la Ley Electoral de Andalucía, del total de 109 diputados, 45 se distribuyen en las 8 circunscripciones provinciales en arreglo a su población de derecho mientras que los 64 restantes constituyen el mínimo inicial fijo de 8 diputados por provincia independientemente de su población.
Los diputados a elegir por circunscripción que quedaron fijados para los comicios fueron: 18 escaños (Sevilla), 17 (Málaga), 15 (Cádiz), 13 (Granada), 12 (Almería y Córdoba) y 11 (Huelva y Jaén).
El plazo para la presentación de candidaturas se estableció entre el 10 y el 15 de mayo y el periodo de campaña electoral se estableció entre las 0 horas del 3 de junio y las 0 horas del día 17 de junio.

### Calendario electoral
- 25 de abril: firma del decreto de convocatoria de elecciones por el Presidente de la Junta.
- 26 de abril: disolución del Parlamento de Andalucía y publicación en el BOJA de la convocatoria de elecciones.
- 29 de abril: constitución de las juntas electorales provinciales y de zona.
- 6 de mayo: fecha límite para informar a las juntas electorales de la formación de coaliciones.
- 16 de mayo: fecha límite para presentar listas electorales.
- 18 de mayo: publicación de las listas electorales provisionales en el BOJA.
- 21 de mayo: fecha límite para inscribirse en el Censo de Residentes Ausentes en el Extranjero (CERA) para poder votar desde el extranjero.
- 22 de mayo: fecha límite para que los partidos y coaliciones rectifiquen las posibles irregularidades en sus listas.
- 23 de mayo: proclamación oficial de las listas electorales definitivas.
- 24 de mayo: publicación de las listas electorales definitivas en el BOJA.
- 3 de junio: inicio de la campaña electoral.
- 9 de junio: fecha límite para pedir el voto por correo.
- 14 de junio: prohibición de publicar sondeos electorales en adelante y fecha límite para que los votantes residentes en el extranjero envíen su voto por correo.
- 17 de junio: fin de la campaña electoral y fecha límite para que los votantes residentes en el extranjero depositen su voto en las oficinas consulares.
- 18 de junio: jornada de reflexión.
- 19 de junio: jornada electoral.
- 14 de julio: sesión constitutiva del nuevo Parlamento de Andalucía a las 12 horas.

## Candidaturas

### Candidaturas con representación previa en el Parlamento de Andalucía
A continuación se muestra una lista de las candidaturas que obtuvieron representación en las últimas elecciones andaluzas o son consideradas "grupos políticos significativos" conforme a la JEC, mostrándose enumeradas en orden descendente de escaños obtenidos en las anteriores elecciones. Asimismo, los partidos y alianzas que conforman el gobierno en el momento de las elecciones están sombreados en verde claro.
| Candidatura | Candidatura                                    | Integrantes | Candidato/a | Candidato/a                     | Diputados previos (2018) |
| ----------- | ---------------------------------------------- | --- | ----------- | ------------------------------- | ------------------------ |
|             | Partido Socialista Obrero Español de Andalucía | PSOE-A |             | Juan Espadas                    | 33                       |
|             | Partido Popular                                | Partido Popular Andaluz |             | Juan Manuel Moreno (Presidente) | 26                       |
|             | Ciudadanos- Partido de la Ciudadanía           | Ciudadanos Andalucía |             | Juan Marín (Vicepresidente)     | 21                       |
|             | Adelante Andalucía- Andalucistas               | Adelante Andalucía Anticapitalistas Andalucía Izquierda Andalucista Primavera Andaluza Defender Andalucía (apoyo externo)                      |             | Teresa Rodríguez                | 17                       |
|             | IULV-Más País-Verdes Equo- IdPA: Por Andalucía | IULV-CA Más País Andalucía Verdes Equo Andalucía Iniciativa del Pueblo Andaluz Alianza Verde (apoyo externo) Podemos Andalucía (apoyo externo) |             | Inmaculada Nieto                | 17                       |
|             | Vox                                            | Vox Andalucía |             | Macarena Olona                  | 12                       |

### Candidaturas proclamadas
El 24 de mayo se publicaron en el Boletín Oficial de la Junta de Andalucía (BOJA) las listas de las candidaturas proclamadas en cada circunscripción electoral. A continuación se exponen las candidaturas proclamadas y las circunscripciones en las que presentaron lista:
| Candidatura | Candidatura                                                        | Almería | Cádiz | Córdoba | Granada | Huelva | Jaén | Málaga | Sevilla |
| ----------- | ------------------------------------------------------------------ | ------- | ----- | ------- | ------- | ------ | ---- | ------ | ------- |
|             | Adelante Andalucía-Andalucistas                                    | •       | •     | •       | •       | •      | •    | •      | •       |
|             | Andaluces Levantaos                                                | •       | •     | •       | •       | •      | •    | •      | •       |
|             | Basta Ya!                                                          |         |       |         | •       |        |      |        |         |
|             | Ciudadanos-Partido de la Ciudadanía                                | •       | •     | •       | •       | •      | •    | •      | •       |
|             | Coalición Republicana Socialista por Andalucía                     |         | •     |         | •       |        | •    | •      |         |
|             | Despierta. Partido Sociopolítico Constitucionalista                |         |       |         |         |        |      |        | •       |
|             | Escaños en Blanco                                                  | •       | •     | •       | •       |        | •    | •      | •       |
|             | Falange Española de las JONS                                       | •       | •     | •       |         | •      | •    | •      | •       |
|             | Izquierda Anticapitalista Revolucionaria                           |         |       |         | •       |        |      |        |         |
|             | Jaén Merece Más (España Vaciada)                                   |         |       |         |         |        | •    |        |         |
|             | Juntos por Granada-El Partido del Granadexit                       |         |       |         | •       |        |      |        |         |
|             | Los Verdes                                                         |         |       |         |         |        |      |        | •       |
|             | Nación Andaluza                                                    | •       | •     | •       | •       | •      | •    | •      | •       |
|             | Partido Animalista Contra el Maltrato Animal                       | •       | •     | •       | •       | •      | •    | •      | •       |
|             | Partido Autónomos                                                  |         | •     |         |         |        |      | •      | •       |
|             | Partido Comunista de los Trabajadores de España                    |         | •     | •       | •       |        |      | •      | •       |
|             | Partido Comunista del Pueblo Andaluz                               | •       | •     | •       | •       |        | •    | •      | •       |
|             | Partido de Jubilados por el Futuro. Dignidad y Democracia          |         |       |         | •       |        |      |        |         |
|             | Partido Popular Andaluz                                            | •       | •     | •       | •       | •      | •    | •      | •       |
|             | Partido Socialista Obrero Español de Andalucía                     | •       | •     | •       | •       | •      | •    | •      | •       |
|             | Por Andalucía                                                      | •       | •     | •       | •       | •      | •    | •      | •       |
|             | Por Huelva                                                         |         |       |         |         | •      |      |        |         |
|             | Por Un Mundo Más Justo                                             | •       | •     | •       | •       | •      | •    | •      | •       |
|             | Recortes Cero                                                      | •       | •     | •       | •       | •      | •    | •      | •       |
|             | Somos Fuerza, Unión, Trabajo, Utilidad, Regeneración y Oportunidad |         |       |         |         |        |      |        | •       |
|             | Volt                                                               |         |       |         |         |        |      | •      |         |
|             | Vox                                                                | •       | •     | •       | •       | •      | •    | •      | •       |

## Campaña electoral

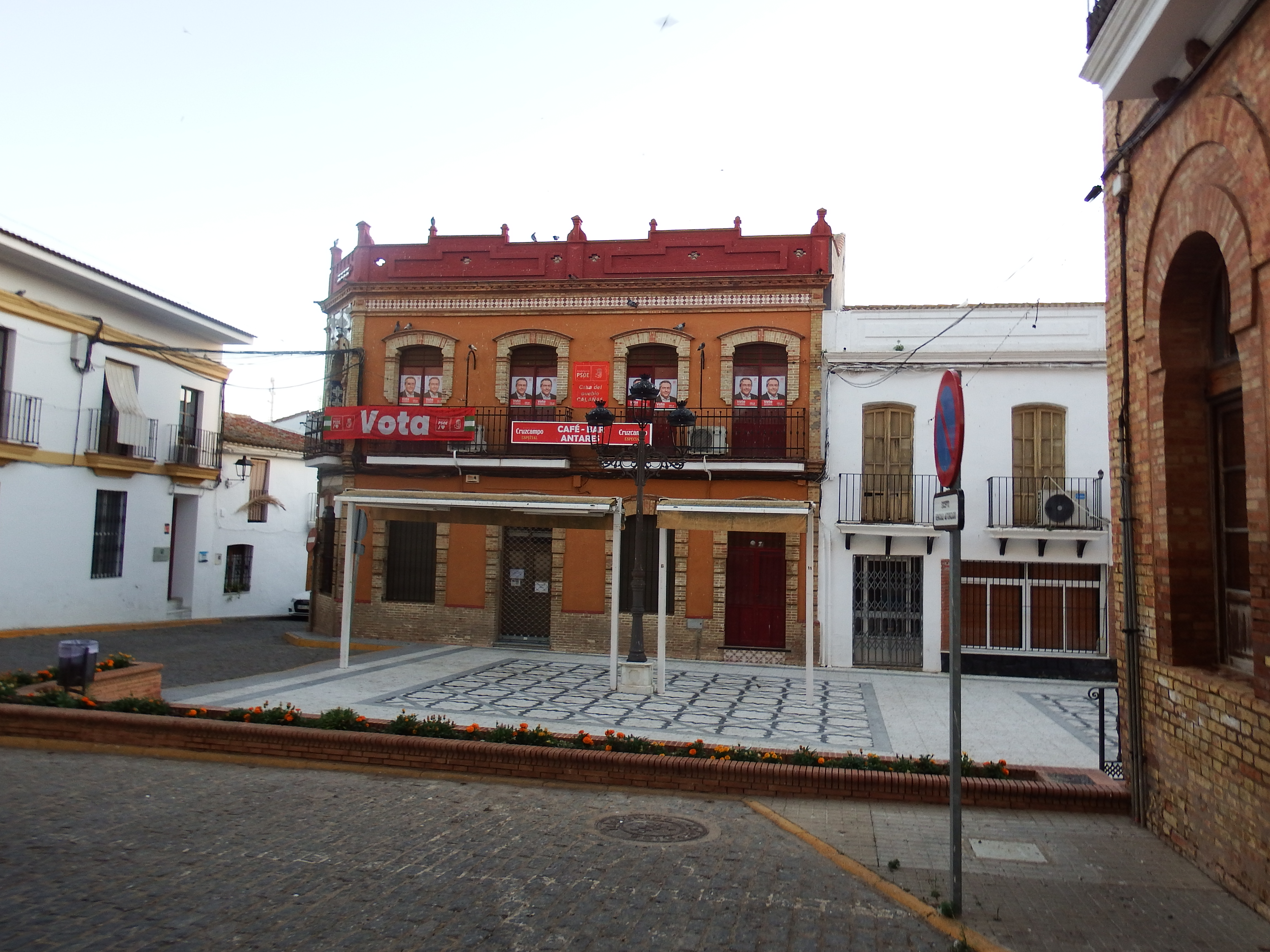
Publicidad electoral del PSOE en Calañas.

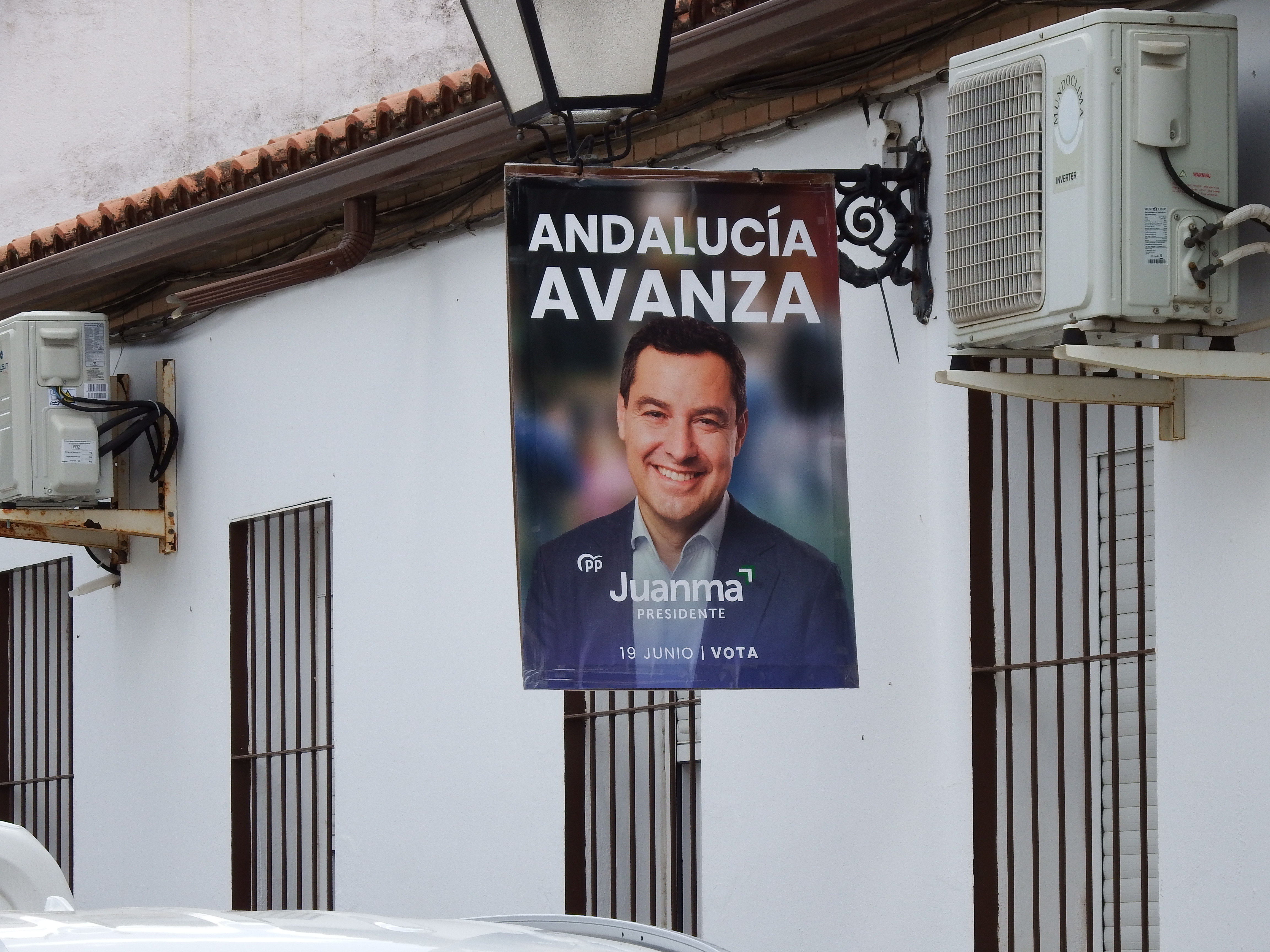
Publicidad electoral del PP en Zalamea la Real.

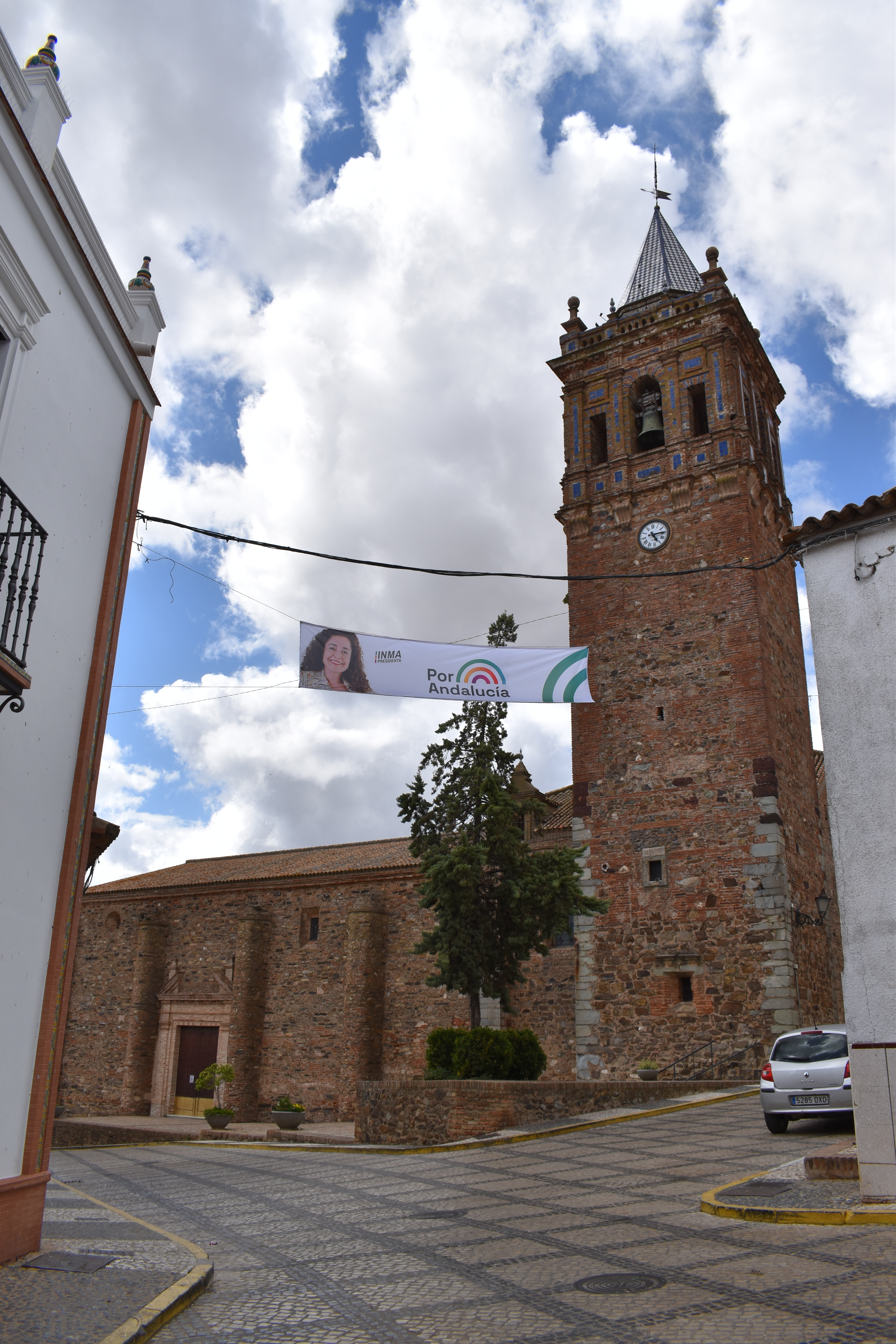
Publicidad electoral de Por Andalucía en Zalamea la Real.

### Debates
El lunes 6 de junio, a las 22:05 horas, tuvo lugar el primer debate televisado entre los candidatos a la presidencia de la Junta de Andalucía correspondientes a formaciones con representación en la legislatura anterior del parlamento andaluz — Juan Espadas (cabeza de lista del PSOE-A), Juanma Moreno (cabeza de lista del PP-A), Juan Marín (cabeza de lista de Ciudadanos), Teresa Rodríguez (cabeza de lista de Adelante Andalucía), Macarena Olona (cabeza de lista de VOX) e Inma Nieto (cabeza de lista de Por Andalucía). El debate se emitió en La 1 y en 24h y lo moderaron Xabier Fortes y Paloma Jara.
A las 21:30 del 13 de junio, tuvo lugar el segundo debate en televisión entre los mismos candidatos que la ocasión anterior. Bautizado como «El debate decisivo», corrió a cargo de la cadena pública andaluza, Canal Sur, y lo moderaron Blanca Rodríguez y Fernando García. En la puerta de la sede de Canal Sur, se reunió un grupo de manifestantes de la Agencia de Medio Ambiente y Agua de Andalucía (Amaya), a la Agencia de Vivienda y Rehabilitación de Andalucía (AVRA), a los bomberos forestales del Infoca y a la propia RTVA. A su llegada a esta, la candidata de VOX, Macarena Olona, acompañada por su equipo más próximo, recibió abucheos de los allí congregados. Fue dicha candidata quien comenzó el debate acusando al candidato a la reelección, Juanma Moreno, de permitir adoctrinamiento en materia sexual a los niños de diez años, y traía a colación un cuadernillo editado por el Ayuntamiento de Sevilla en el que, entre otros asuntos como la menstruación, se hablaba de la masturbación. Con esto arrancaba un debate que la prensa calificó de «más vivo, más ágil», y en el que el presidente de la Junta en funciones, el popular Juanma Moreno, fue el centro de las críticas.

## Jornada de votación

### Participación
A lo largo de la jornada se publicarán los datos de participación en las elecciones en tres avances (a las 11:30, 14:00 y 18:00), sin contar el voto por correo. Tras ello, se mostrará el dato de la participación definitiva al final de la jornada electoral (20:00):
|  | 15,44 % |

|  | 34,25 % |

|  | 29,93 % |

|  | 44,52 % |

|  | 46,47 % |

|  | 56,13 % |

|  | 56,56 % |

## Resultados

### Autonómico
|  | 43,11 % |

|  | 24,10 % |

|  | 13,47 % |

|  | 7,70 % |

|  | 4,58 % |

|  | 3,30 % |

|  | 0,95 % |

|  | 0,51 % |

|  | 0,32 % |

|  | 0,12 % |

|  | 0,12 % |

|  | 0,09 % |

|  | 0,09 % |

|  | 0,08 % |

|  | 0,08 % |

|  | 0,08 % |

|  | 0,06 % |

|  | 0,06 % |

|  | 0,04 % |

|  | 0,04 % |

|  | 0,04 % |

|  | 0,03 % |

|  | 0,01 % |

|  | 0,01 % |

|  | 0,01 % |

|  | 0,01 % |

|  | 0,01 % |

|  | 1,00 % |

|  | 56,13 % |

### Por circunscripciones

Resultados por circunscripciones electorales.

| Circunscripción |               |              |              |               |               |             | Total |
| --------------- | ------------- | ------------ | ------------ | ------------- | ------------- | ----------- | ----- |
| Almería         | 6 (2) 45,56%  | 3 () 22,10%  | 3 (1) 20,73% | 0 (Nv.) 5,00% | 0 (Nv.) 1,74% | 0 (2) 2,56% | 12    |
| Cádiz           | 8 (5) 42,47%  | 3 (1) 21,03% | 2 () 13,24%  | 1 (Nv.) 7,50% | 1 (Nv.) 8,01% | 0 (3) 3,83% | 15    |
| Córdoba         | 7 (4) 44,66%  | 3 (1) 23,52% | 1 () 12,45%  | 1 (Nv.) 9,98% | 0 (Nv.) 3,48% | 0 (2) 3,15% | 12    |
| Granada         | 6 (3) 42,16%  | 4 () 25,41%  | 2 (1) 15,41% | 1 (Nv.) 7,74% | 0 (Nv.) 3,18% | 0 (3) 2,95% | 13    |
| Huelva          | 6 (3) 42,70%  | 4 () 27,40%  | 1 () 12,77%  | 0 (Nv.) 6,54% | 0 (Nv.) 3,95% | 0 (2) 2,70% | 11    |
| Jaén            | 6 (3) 42,45%  | 4 () 27,11%  | 1 () 12,84%  | 0 (Nv.) 5,59% | 0 (Nv.) 1,78% | 0 (2) 2,22% | 11    |
| Málaga          | 10 (6) 47,02% | 4 () 20,74%  | 2 () 13,52%  | 1 (Nv.) 8,08% | 0 (Nv.) 3,78% | 0 (4) 3,47% | 17    |
| Sevilla         | 9 (6) 40,10%  | 5 (1) 26,61% | 2 () 11,43%  | 1 (Nv.) 8,36% | 1 (Nv.) 6,23% | 0 (3) 3,82% | 18    |
| TOTAL           | 58 ( 32)      | 30 ( 3)      | 14 ( 2)      | 5 (Nv.)       | 2 (Nv.)       | 0 ( 21)     | 109   |
| TOTAL           |               |              |              |               |               |             | 109   |

### Diputados electos
Tras estos resultados, la Junta Electoral de Andalucía proclamó como diputados del Parlamento de Andalucía para la legislatura 2022-2026 a los siguientes candidatos:
| Elecciones al Parlamento de Andalucía de 2022 Diputados electos |                                  | | | | | | | | |
| Candidatura                                                     | Candidatura                      | Almería | Cádiz | Córdoba | Granada | Huelva | Jaén | Málaga | Sevilla |
|                                                                 | Partido Popular (58 diputados)   | 1. María del Carmen Crespo Díaz 2. Pablo José Venzal Contreras 3. María Isabel Sánchez Torregrosa 4. Manuel Guzmán de la Roza 5. Julia Ibáñez Martínez 6. Juan José Salvador Giménez | 1. Ana María Mestre García 2. Bruno García de León 3. María Pilar Pintor Alonso 4. Antonio Saldaña Moreno 5. María Auxiliadora Izquierdo Paredes 6. José Ignacio Romaní Cantera 7. María José de Alba Castiñeira 8. Andrés Clavijo Ortiz | 1. Jesús Ramón Aguirre Muñoz 2. Araceli Cabello Cabrera 3. Antonio Repullo 4. María Beatriz Jurado Fernández De Córdoba 5. Adolfo Manuel Molina Rascón 6. Montserrat Paz Jurado 7. Aurelio Fernández García | 1. María Francisca Carazo Villalonga 2. Jorge Saavedra Requena 3. Trinidad Herrera Lorente 4. Pablo García Pérez 5. Rosa María Fuentes Pérez 6. Mariano García Castillo | 1. María Dolores López Gabarro 2. Manuel Andrés González Rivera 3. Bella Verano Domínguez 4. Manuel Alberto Fernández Rodríguez 5. Berta Sofía Centeno García 6. Alejandro Romero Romero | 1. Juan Bravo Baena 2. Catalina Montserrat García Carrasco 3. Erik Domínguez Guerola 4. María Isabel Lozano Moral 5. Manuel Santiago Bonilla Hidalgo 6. María Auxiliadora del Olmo Ruiz | 1. Juan Manuel Moreno Bonilla 2. Patricia Navarro Pérez 3. Elías Bendodo Benasayag 4. María Esperanza Oña Sevilla 5. José Ramón Carmona Sánchez 6. María Francisca Caracuel García 7. Daniel Castilla Zumaquero 8. Rocío Ruiz Narváez 9. Francisco Javier Oblaré Torres 10. Dolores Caetano Toledo | 1. Patricia del Pozo Fernández 2. Antonio Martín Iglesias 3. Virginia Pérez Galindo 4. Ricardo Antonio Sánchez Antúnez 5. Ana Chocano Román 6. Juan Francisco Bueno Navarro 7. Silvia Heredia Martín 8. Rafael Joaquín Ruiz Guzmán 9. María Remedios Olmedo Borrego |
|                                                                 | PSOE-A (30 diputados)            | 1. Juan Antonio Lorenzo Cazorla 2. María del Pilar Navarro Rodríguez 3. José Luis Sánchez Teruel                                                                                     | 1. Irene García Macías 2. Rafael Márquez Berral 3. Rocío Arrabal Higuera | 1. María Isabel Ambrosio Palos 2. Antonio Ruiz Sánchez 3. Ana María Romero Obrero | 1. Noel López Linares 2. Olga Manzano Pérez 3. Gerardo Sánchez Escudero 4. María Ángeles Prieto Rodríguez                                                               | 1. María Márquez Romero 2. Manuel Enrique Gaviño Pazó 3. Susana Rivas Pineda 4. Mario Jesús Jiménez Díaz                                                                                 | 1. María de los Ángeles Férriz Gómez 2. Jacinto Jesús Viedma Quesada 3. María de las Mercedes Gámez García 4. Víctor Manuel Torres Caballero                                            | 1. José Aurelio Aguilar Román 2. Isabel María Aguilera Gamero 3. José Luis Ruiz Espejo 4. Alicia Murillo López | 1. Juan Espadas Cejas 2. Adela Castaño Diéguez 3. Rafael Alfonso Recio Fernández 4. Encarnación María Martínez Díaz 5. Gaspar José Llanes Díaz-Salazar |
|                                                                 | Vox (14 diputados)               | 1. Rodrigo Javier Alonso Fernández 2. María Mercedes Rodríguez Tamayo 3. Juan José Bosquet Arias                                                                                     | 1. Manuel Gavira Florentino 2. Blanca Armario González | 1. Alejandro Hernández Valdés | 1. Macarena Olona Choclán 2. Ricardo López Olea | 1. Rafael Segovia Brome | 1. Benito Morillo Alejo | 1. Antonio Sevilla Rodríguez 2. Purificación Fernández Morales | 1. Javier Cortés Lucena 2. Ana María Ruiz Vázquez |
|                                                                 | Por Andalucía (5 diputados)      | | 1. Juan Antonio Delgado Ramos (Podemos) | 1. José Manuel Gómez Jurado (Podemos) | 1. Alejandra Durán Parra (Podemos) | | | 1. Inmaculada Nieto Castro (Izquierda Unida) | 1. Esperanza Gómez Corona (Más País Andalucía) |
|                                                                 | Adelante Andalucía (2 diputados) | | 1. María Teresa Rodríguez-Rubio Vázquez (Anticapitalistas) | | | | | | 1. María Isabel Mora Grande |

## Investidura de los nuevos cargos

### Constitución del Parlamento y elección de órganos de gobierno
| Órganos políticos de la XII legislatura |         |                            |
| Cargo                                   | Partido | Titular                    |
| Presidente del Parlamento de Andalucía  |         | Jesús Aguirre Muñoz        |
| Vicepresidenta primera                  |         | Ana Mestre                 |
| Vicepresidenta segunda                  |         | Irene García               |
| Vicepresidenta tercera                  |         | Mercedes Rodríguez         |
| Secretario primero                      |         | Manuel Andrés González     |
| Secretario segundo                      |         | Noel López Linares         |
| Secretario tercero                      |         | José Ramón Carmona Sánchez |

## Elección e investidura del Presidente de la Junta
| Candidato                 | Fecha                                                    | Voto |    |    |    |   |   | Total  |
| ------------------------- | -------------------------------------------------------- | ---- | -- | -- | -- | - | - | ------ |
| Juan Manuel Moreno (PP-A) | 21 de julio de 2022 Mayoría requerida: absoluta (55/109) | Sí   | 58 |    |    |   |   | 58/109 |
| Juan Manuel Moreno (PP-A) | 21 de julio de 2022 Mayoría requerida: absoluta (55/109) | No   |    | 30 |    | 5 | 2 | 37/109 |
| Juan Manuel Moreno (PP-A) | 21 de julio de 2022 Mayoría requerida: absoluta (55/109) | Abs. |    |    | 13 |   |   | 13/109 |
| Juan Manuel Moreno (PP-A) | 21 de julio de 2022 Mayoría requerida: absoluta (55/109) | Aus. |    |    | 1  |   |   | 1/109  |